# KV-5
KV-5 전차는 제2차 세계대전 중 소비에트 연방에서 이오시프 코틴의 지시로 계획하였지만 독소전쟁이 발발하면서 계획이 취소된 전차이다. 또한 KV-5는 KV-1의 일부 부품을 공유하기도 했다.

## 같이 보기
- 소련의 전차 목록
- KV 전차
- KV-1